# سو بريدو
سو بريدو (بالإنجليزية: Sue Prideaux)‏ (1 يونيو 1946، لندن في المملكة المتحدة)؛ كاتِبة وروائية بريطانية.